# Josh Helman
Josh Helman, født 22. februar 1986 i Adelaide, South Australia, er en australisk skuespiller.
Hans mest kendte rolle er som Lew "Chuckler" Juergens i tv-serien The Pacific.
Han har også medvirket i film som: All My Friends Are Leaving Brisbane (2007) og Animal Kingdom (2010). Han spiller William Stryker i X-Men: Days of Future Past (2014) og X-Men: Apocalypse (2016).